# جوليس دوفال
جوليس دوفال (بالفرنسية: Jules Duval)‏ (و. 1813 – 1870 م) هو اقتصادي، وصحفي فرنسي، ولد في روديز، توفي عن عمر يناهز 57 عاماً.

## جوائز
حصل على جوائز منها:

وسام جوقة الشرف من رتبة فارس